# 八日乡
八日乡，是中华人民共和国四川省甘孜藏族自治州得荣县下辖的一个乡镇级行政单位。

## 行政区划
八日乡下辖以下地区：
学巴村、供巴村、布旦村、白顶村、通都村、呷立村、子哇村、通古村、黑立村、亚岗村、纳龚村、呷拥村、让古村和日西顶村。